# Erreichbarkeits-Verordnung
Die Erreichbarkeits-Verordnung, auch geschrieben Erreichbarkeitsverordnung, (abgekürzt: ErrV) ist für den Bereich des SGB II  der Nachfolger der Erreichbarkeitsanordnung und wurde am 28. Juli 2023 vom Bundesministerium für Arbeit und Soziales (BMAS) erlassen. Die Veröffentlichung im Bundesgesetzblatt erfolgte am 7. August 2023 durch das Bundesamt für Justiz. Sie regelt und konkretisiert die örtlichen Anspruchsvoraussetzungen von erwerbsfähigen Leistungsberechtigten für das Bürgergeld. Die Rechtsgrundlage in § 13 Absatz 3 SGB II ermächtigt das Bundesministerium für Arbeit und Soziales dazu, „nähere Bestimmungen zum näheren Bereich im Sinne des § 7b Absatz 1 Satz 2 [erg. SGB II] zu treffen sowie dazu, für welchen Zeitraum und unter welchen Voraussetzungen erwerbsfähige Leistungsberechtigte bei einem Aufenthalt außerhalb des näheren Bereichs einen Leistungsanspruch haben können, ohne erreichbar zu sein.“

## Inhalt
Nach § 7b Absatz 1 Satz 1 und 2 SGB II muss ein erwerbsfähiger Leistungsberechtigter für den Erhalt von Leistungen die werktägliche Kenntnisnahme von Mitteilungen und Aufforderungen des Jobcenters sicherstellen und sich innerhalb eines „näheren Bereichs“ des Jobcenters aufhalten. Dieser nähere Bereich ist in § 1 Absatz 2 Erreichbarkeits-Verordnung definiert durch maximal zweieinhalb Stunden Fahrzeit einfache Strecke vom Aufenthaltsort eines Leistungsberechtigten zu seinem zuständigen Jobcenter, maximal jedoch 30 km ins Hoheitsgebiet eines anderen Staates hinein. Im Einzelfall kann das Jobcenter eine längere Fahrzeit zubilligen, insbesondere wenn die Verkehrslage dies nicht anders hergibt (vgl. § 1 Absatz 2 Satz 2 Erreichbarkeits-Verordnung).
Will ein erwerbsfähiger Leistungsberechtigter sich ohne wichtigen Grund außerhalb dieses näheren Bereiches des Jobcenters aufhalten (beispielsweise für einen Urlaub), so muss er vorher beim zuständigen Jobcenter einen Antrag stellen und sich diesen genehmigen lassen (§ 7b Absatz 3 SGB II). Der Antrag darf frühestens drei Monate vor und muss spätestens fünf Werktage vor dem geplanten Aufenthalt gestellt werden (§ 4 Erreichbarkeits-Verordnung). Die Erreichbarkeits-Verordnung sieht auch Regelungen vor für Aufenthalte außerhalb des näheren Bereichs aufgrund der Ausübung einer Erwerbstätigkeit (§ 6 Erreichbarkeits-Verordnung). § 3 Erreichbarkeits-Verordnung definiert Beispiele (neben den Beispielen in § 7b Absatz 2 Satz 2 SGB II) und gibt weitere Regelungen für Aufenthalte außerhalb des näheren Bereichs aus wichtigem Grund.
Obdachlose müssen einmal im Leistungsmonat persönlich im Jobcenter vorsprechen, um ihren Anspruch auf Leistungen nach dem SGB II aufrechtzuerhalten (§ 2 Absatz 3 Satz 1 Erreichbarkeits-Verordnung). Sie müssen auch angeben, wie man sie unterwegs erreichen kann (§ 2 Absatz 3 Satz 2 Erreichbarkeits-Verordnung).